# Esclavage en Nouvelle-France
L’esclavage en Nouvelle-France est une réalité aussi bien de la société coloniale que de certaines sociétés autochtones. Près de 4 200 Amérindiens et Africains furent des esclaves entre 1671 et 1834.
En 1846, François-Xavier Garneau a écrit que la décision de « l'exclusion des esclaves du Canada » par le gouvernement français « lui fait le plus grand honneur ». De fait, l'esclavage resta peu fréquent au Canada sous le régime français, contrairement à la Louisiane, aux colonies anglaises ou aux Antilles.  La Louisiane comptait 5 000 esclaves en 1746.  Près de 51 000 esclaves amérindiens seraient passés par les Carolines au début du XVIIIe siècle.  En 1710, la colonie du Maryland recensait 8 000 esclaves.  En 1749, New York en recensait 10 500.  Quant aux Antilles, elles auraient réuni 250 000 esclaves vers 1744.
Si l'économie de la Nouvelle-France n'a pas reposé sur l'esclavage, des centaines d'esclaves ont néanmoins contribué leur labeur à l'édification de la colonie.  De nombreux esclaves auront été des « prises de guerre » issues de conflits entre nations autochtones ou de raids dans les colonies anglaises, mais d'autres sont nés dans les fers.

## En Acadie
L'esclavage semble avoir été rarissime dans l'Acadie historique qui correspond essentiellement à la Nouvelle-Écosse moderne. Toutefois, on a recensé au moins 216 esclaves, noirs à 90 %, au sein de la population de la colonie française de l'île Royale, qui correspond aux îles actuelles du Cap Breton et du Prince-Édouard, entre 1713 et 1760.  La grande majorité de ceux-ci se retrouvent à Louisbourg, sans doute en raison des contacts suivis de ce port avec les Antilles.

## Au Canada
Le chercheur Marcel Trudel a recensé 4 185 esclaves entre la deuxième moitié du XVIIe siècle et 1834, sur un territoire qui va au minimum de la Gaspésie à Détroit, sous les régimes français et anglais. De ce nombre, les trois quarts étaient d'origine amérindienne, communément appelés des panis, et le quart était d'origine africaine. Contrairement aux esclaves de la Nouvelle-Angleterre, qui étaient surtout exploités dans un contexte agricole, les esclaves de la Nouvelle-France étaient exploités en milieu urbain, notamment à Montréal, comme domestiques. Marcel Trudel a noté que plusieurs membres du clergé catholique, notamment la Mère d'Youville, ainsi que plusieurs communautés religieuses, y compris les Jésuites, les Ursulines, les Récollets, les Sulpiciens, et les Frères de la Charité, possédaient des esclaves. 

### L'esclavage noir
Comme il a été mentionné, la majorité des esclaves du Canada était d'origine amérindienne. C'est donc dire que la traite des Noirs n'était pas aussi importante au Canada qu'elle l'était en Louisiane et dans les treize colonies britanniques. En effet, la main-d'œuvre dont avaient besoin les principales entreprises de la Nouvelle-France n'était pas aussi importante que celle dont dépendaient les colonies britanniques.  L'économie, axée sur l'agriculture (et non la plantation), la pêche, et sur le commerce des fourrures, n'était pas fondée sur l'esclavage comme dans des colonies américaines méridionales. De plus, le pouvoir royal décourageait la traite des Noirs, préférant garder les esclaves pour les Antilles où la production nécessitait une plus grande main-d'œuvre. La plupart des esclaves d'origine africaine appartenait à des particuliers.
À la page 86 du livre Deux siècles d'esclavage au Québec de Marcel Trudel, un tableau donne le nombre de nouveaux esclaves noirs arrivés au Canada. Pour la période allant de 1700 à 1730, on constate que 44 noirs apparaissent comme esclaves au Québec. Les chiffres pour les trois décennies suivantes sont de 43, 141 et 95 par décennie. Ainsi, ce sont 323 esclaves noirs qui sont arrivés au Québec entre 1700 et 1759. 
L'arrivée de plusieurs esclaves noirs entre 1730 et 1759 résulte d'attaques contre les villages anglais dont les Français ramenaient les esclaves noirs. Par exemple, en 1745, une esclave noire enceinte est ramenée au Québec quand son mari est tué dans une attaque. Cette réfugiée est comptée pour deux arrivées d'esclaves noirs au Québec.
Ainsi, le nombre de 1 400 esclaves noirs avancé par Marcel Trudel est surtout le fait du régime anglais. Il en arrivera près de 1 200 sous le régime anglais. La majorité des esclaves noirs du Québec seront détenus par des propriétaires d'origine britannique.

### L'esclavage panis
Le Missouri d'où viennent les Pawnees (panis) n'est intégré aux réseaux commerciaux et politiques de la Nouvelle-France qu'en 1680. Toutefois, il faut se garder de croire à un lien obligé entre les esclaves panis et la nation moderne des Pawnees.  Une carte de 1688 signale de nombreuses nations ou communautés des Plaines (Panimaha, Panetoca, Pana, Paneake, Paneassa) dont l'appellation pourrait être à l'origine du nom donné en Nouvelle-France aux esclaves amérindiens.  
L'esclavage panis sous le régime français débute à la fin du XVIIe siècle quand la Nouvelle-France développe les liens commerciaux sur sa frontière occidentale dans le bassin du Mississippi.  Les administrateurs de la Nouvelle-France acceptaient déjà à l'occasion des captifs amérindiens afin de cimenter des alliances ou de conclure des traités de paix; ils achetaient aussi les captifs anglais pris par leurs alliés autochtones afin de les échanger au besoin contre des captifs français. Mais ce seront alors des négociants français, des grands marchands de Montréal et des fonctionnaires coloniaux qui reviendront de l'Ouest avec des captifs amérindiens dont ils feront des esclaves pour au moins quelques années.  La Grande Paix de 1701 oblige l'administration de la Nouvelle-France à s'immiscer encore plus dans les transferts de captifs entre nations amérindiens.  À la même époque, les gouverneurs de la Nouvelle-France et de la Louisiane apprennent que des colons français et des négociants canadiens incitent les nations de l'Illinois à se faire la guerre afin de leur procurer des captifs qui pourraient ensuite être vendus comme esclaves aux plantations anglaises des Carolines ou envoyés dans les Antilles.  La Nouvelle-France adopte donc en 1709 une ordonnance qui légalise l'esclavage panis : pour des raisons diplomatiques et économiques, il paraît préférable de favoriser l'envoi d'esclaves panis en Nouvelle-France plutôt que dans les colonies anglaises.
Il en résulte une explosion du nombre d'esclaves panis en Nouvelle-France.  En 1709, au moment de l'ordonnance qui permet et réglemente l'esclavage panis, il y aurait eu jusqu'à 13-14 % des maisonnées de Montréal qui auraient compté au moins un esclave.  En 1725, dans le district commercial de Montréal avoisinant la place du Marché et la rue Saint-Paul, ce sera presque la moitié des maisonnées qui compteront au moins un esclave.  Même si les chiffres de Trudel sont sans doute trop conservateurs, la population de la colonie n'a sans doute jamais compté plus de 5 % d'esclaves, toutes catégories confondues.
L'ouvrage de Trudel recense les mentions d'esclaves dans les actes et documents disponibles ; il ne peut pas révéler la présence réelle des esclaves panis sur un territoire donné à un moment donné.  De plus, des documents, dont le registre des malades de l'Hôtel-Dieu de Montréal, ont disparu tandis que d'autres, comme les recensements du régime français, n'énumèrent pas toujours les esclaves.  Enfin, les esclaves qui se sont sauvés (parfois incités à le faire, selon l'intendant Raudot, par des gens du pays n'ayant pas d'esclaves) ou qui sont morts (parfois en bas âge) avant d'être baptisés ont peu de chances de figurer dans les documents, de même que ceux dont l'affranchissement n'a pas été documenté ou qui ont été envoyés en France.  Dès avant 1740, des propriétaires auraient envoyé des panis comme esclaves aux Antilles. 
Sous le régime français, de très nombreux panis asservis en Nouvelle-France sont signalés à Détroit, Michillimakinac et dans les villages de l'Ouest américain, mais leur baptême en ces lieux n'exclut pas leur arrivée ultérieure dans la vallée du Saint-Laurent.  Il s'agissait souvent de captifs obtenus de leurs ravisseurs par les Français. Ils servaient en tant que domestiques, plus rarement comme ouvriers, guides, trappeurs ou voyageurs engagés dans la traite des fourrures, la durée de leur servitude variant beaucoup.
De nombreux panis ont connu la servitude au Canada.  Les 2 800 recensés par Trudel sont retrouvés dans toute la Nouvelle-France (incluant l'Ouest américain) sur une période de plus d'un siècle. Il y a sans doute eu moins de 600 esclaves panis dans tout le territoire de la Nouvelle-France à n'importe quel moment (incluant l'Ouest américain), la pratique de l'esclavage n'ayant pas vraiment dépassé quatre-vingts ans sous le régime français (de 1680 environ à 1759).  En incluant le régime anglais, l'esclavage n'aura été pratiqué sur place que pendant 150 ans environ.  Les deux siècles retenus par Marcel Trudel correspondent à la période de la reconnaissance légale de l'esclavage en territoire canadien, de 1609 à 1834.

## En Louisiane
Un certain nombre d'Amérindiens sont employés comme esclaves, désignés par le terme panis, dès le début du XVIIIe siècle, malgré l'interdiction officielle. Ces esclaves sont capturés par les tribus au cours de raids et de batailles. Les Français les envoient ensuite à Saint-Domingue, dans les Antilles ou même au Canada. En Louisiane, les planteurs leur préfèrent les Africains, même si certains ont des domestiques amérindiens.

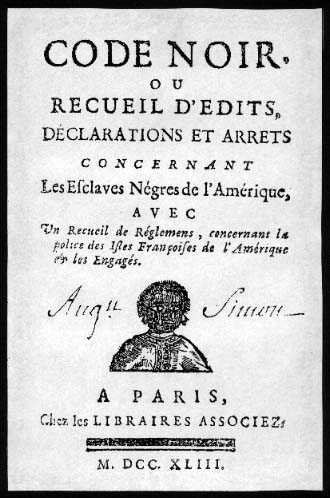
Le Code noir de 1685 est appliqué en Louisiane au XVIIIe siècle, avec quelques adaptations et de façon plus tardive qu'aux Antilles

C'est en 1717 que le ministre des finances John Law décide d'importer des esclaves noirs en Louisiane. Son objectif est alors de développer l'économie de plantation en Basse-Louisiane. La Compagnie des Indes détient le monopole de la traite dans la région. Elle fait venir environ 6 000 esclaves d'Afrique entre 1719 et 1743. Une partie est envoyée dans le pays des Illinois pour cultiver les champs ou exploiter les mines. L'économie de la Basse-Louisiane devient par conséquent esclavagiste.
Comme dans le reste des colonies françaises, la condition des esclaves est réglée par le Code noir. En réalité, ce dernier est peu appliqué, et les esclaves disposent d'une certaine autonomie de fait. En premier lieu, pendant les jours fériés, les esclaves cultivent un lopin qui leur permet de vendre ensuite leur production. Ensuite, certains chassent, coupent du bois ou gardent les troupeaux, loin de la plantation. Enfin, si les mariages interraciaux et les regroupements d'esclaves sont interdits, le concubinage et les réunions se pratiquent souvent dans les faits.
La vie et le travail des esclaves sont difficiles : le moment des récoltes est sans doute le plus pénible. L'entretien des canaux relève de la corvée. Les logements sont modestes et les esclaves dorment sur de simples paillasses. Ils disposent de quelques coffres et ustensiles de cuisine. La condition des esclaves dépend de la cruauté de leur maître. Lorsqu'elle est insupportable, les esclaves s'enfuient et se cachent dans les marécages ou à La Nouvelle-Orléans. Mais ce marronnage n'est souvent que temporaire et la Louisiane ne connaît pas vraiment de villages marrons comme aux Antilles. De même, les révoltes sont peu fréquentes dans cette région. Les possibilités d'affranchissement sont somme toute assez réduites : les esclaves ne peuvent acheter eux-mêmes leur liberté. Les quelques affranchis (femmes, personnes ayant servi dans l'armée) forment une petite communauté qui souffre de la ségrégation : la justice est plus sévère à leur encontre et ils n'ont pas le droit de porter d'armes.
Les esclaves contribuent à la créolisation de la société louisianaise. Ils apportaient d'Afrique le gombo, une plante qui entre dans la préparation de ragoûts. Si le Code noir exige que les esclaves reçoivent une éducation chrétienne, beaucoup gardent des pratiques animistes africaines (amulettes, vaudou, etc.)

## Abolition
L'importation d'esclaves a d'abord été interdite dans le Haut-Canada (Ontario), en 1793. Malgré les efforts des anti-esclavagistes de la région de Montréal, il faudra attendre jusqu'au 28 août 1833 pour que l'esclavage soit enfin aboli au Québec comme dans toutes les possessions britanniques, cette mesure du Parlement de Westminster prenant effet le 1er août 1834.